# Якушев, Андрей Емельянович
Андрей Емельянович Якушев — комендант лагерной полиции концентрационного лагеря «Шталаг 328» (Львов, Украина), в котором погибло более 140 тысяч человек. Занимал свой пост с августа 1941 года по июль 1944 года.
Андрей Якушев по национальности мордвин, уроженец села Молчановка Оренбургской области. Перед началом войны командир взвода лейтенант Якушев находился в Чорткове (Тернопольская область). Попав в окружение, был взят в плен и вскоре переведён во львовский лагерь военнопленных. При заполнении анкеты назвался татарином родом из Казани и приписал происхождение от священнослужителя, репрессированного Советской властью. В августе 1941 А. Якушева назначили комендантом полиции «Шталага 328» (по его мнению — за аккуратный внешний вид).
Отличался жестоким обращением с военнопленными, заключёнными в лагерь, рвением в выявлении среди них офицеров и евреев.
В сентябре 1942 года стал резидентом гестапо в лагере «Шталаг 328».
14 июля 1977 завершился суд над бывшим комендантом полиции лагеря «Шталаг-328» Андреем Якушевым. Судебный процесс длился почти четыре недели и происходил публично. На основании показаний около 40 очевидцев, а также по материалам предварительного следствия, которое провели сотрудники управления Комитета государственной безопасности при Совете Министров СССР по Львовской области, было установлено, что при участии Якушева были отобраны и отправлены на расстрел не менее 1300 человек. Военный трибунал Краснознаменного Прикарпатского военного округа под председательством полковника юстиции А. А. Трощенкова приговорил Якушева к расстрелу.